# Bolivar Trask
Bolivar Trask est un super-vilain de fiction de l'univers Marvel, qui apparait dans des bandes dessinées américaines publiées par Marvel Comics. Il est un scientifique militaire, et sa société Trask Industries est bien connue pour la création de Sentinelles. Il est également le père de Larry Trask et de Madame Sanctity (en).
Le personnage a été interprété par Peter Dinklage dans le film X-Men: Days of Future Past (2014).

## Biographie du personnage
Le Dr. Bolivar Trask est un anthropologue américain qui voit dans l'arrivée des mutants une menace pour l'humanité. Ironiquement, il découvre plus tard que son propre fils, Larry, est lui-même un mutant, doué de précognition. Lorsqu'il découvre cela, Bolivar lui fabrique un médaillon qui annihile ses pouvoirs. Le sort s'acharne contre cet opposant aux mutants car sa fille Tanya est également mutante : elle peut voyager dans le temps. Tanya est sauvée par Rachel Summers dans un futur lointain, puis devient membre de l'organisation Askani sous le nom de Madame Sanctity.
Dans sa lutte contre les mutants, Bolivar Trask développe des robots pour les combattre : les Sentinelles. Le Professeur Charles Xavier l'invite alors dans un débat télévisé pour le convaincre que les mutants ne sont pas une menace. Mais le scientifique n'est pas convaincu et active ses Sentinelles. Mais ces créations s'adaptent plus vite qu'il l'avait envisagé et se retournent contre lui, pour montrer leur supériorité.
Les X-Men combattent alors les Sentinelles, qui parviennent à capturer Le Fauve. Les Sentinelles demandent alors à Trask de lire dans les pensées du Fauve pour connaître les secrets des X-Men. En faisant cela, il découvre que le but des X-Men est de protéger les Humains, et qu'il fait erreur depuis des années. Il aide alors les X-Men dans leur combat en se sacrifiant pour détruire les Sentinelles.
Bolivar Trask est ensuite ressuscité par Bastion. Avec l'invention des Sentinelles, il est perçu comme la personne ayant tué le plus de mutants (16 521 618). Trask conserve cependant toujours le remords d'avoir créé ces robots tueurs et il décide de se suicider à nouveau, pour échapper au contrôle mental de Bastion.
Après sa mort, son fils Larry réactive les Sentinelles et s'aperçoit que le médaillon que son père lui avait donné empêche les Sentinelles de détecter qu'il est lui-même mutantUncanny X-Men 57-59. Plus tard, Cassandra Nova tente de convaincre Donald Trask III (l'un des derniers descendants de Bolivar) d'activer deux énormes Sentinelles pour les envoyer détruire Genosha, une nation insulaire abritant 16 millions de mutants.
Simon, le frère de Bolivar, est le fondateur du groupe radical d'anti-mutants Humanity's Last Stand.

## Pouvoirs et Capacités
Trask ne possède pas de pouvoir surhumain, mais il est un anthropologue confirmé et est doté d'une intelligence extraordinaire, ce qui lui a permis de diversifier ses activités et de devenir un génie dans les domaines de la robotique et de l'intelligence artificielle.

## Apparitions dans d'autres médias

### Cinéma
- 2006 : X-Men : L'Affrontement final (X-Men: The Last Stand) de Brett Ratner, interprété par Bill Duke[9] (Une supposition, puisqu'il n'est pas fait mention du prénom Bolivar ni dans le film, ni dans le générique)
- 2014 : X-Men: Days of Future Past de Bryan Singer, interprété par Peter Dinklage

### Séries télévisées d'animation
- 1992 : X-Men (X-Men: The Animated Series) (1 épisode), doublé en anglais par Brett Halsey[10]
- 2002 : X-Men: Evolution (2 épisodes), doublé en anglais par John Novak[10]
- 2008-2009 : Wolverine et les X-Men (Wolverine and the X-Men) (5 épisodes), doublé en anglais par Phil LaMarr[10]

### Jeux vidéo
- 2005 : Ultimate Spider-Man, doublé en anglais par John Billingsley[10]
- 2005 : X-Men Legends II : L'Avènement d'Apocalypse (X-Men Legends II: Rise of Apocalypse ) (uniquement mentionné)
- 2009 : X-Men Origins: Wolverine, doublé en anglais par Bumper Robinson[11] et basé sur l'apparence de Bill Duke dans X-Men : L'Affrontement final